# Ammobates minor
Ammobates minor är en biart som först beskrevs av Pérez 1902.  Ammobates minor ingår i släktet Ammobates och familjen långtungebin. Inga underarter finns listade i Catalogue of Life.